# Новотагамлицька сільська рада
Новотагамлицька сільська рада — колишній орган місцевого самоврядування у Машівському районі Полтавської області з центром у c. Новий Тагамлик.

## Населені пункти
Сільраді були підпорядковані населені пункти:
- c. Новий Тагамлик
- с. Вільне
- с. Козельщина
- с. Огуївка